# Prangli
Prangli (Vrangö en suédois, Wrangelsholm en allemand) est une île d’Estonie située dans le golfe de Finlande, au large de Tallinn, qui fait partie administrativement de la région d'Harju.

## Géographie
Prangli fait partie de la commune de Viimsi et compte une population d'environ quatre-vingts habitants à l'année qui double pendant l'été.
Prangli est situé à environ 9 kilomètres de la péninsule de Viimsi.
Prangli mesure 5,75 kilomètres de long et a une superficie de 6,44 km2.
Le sol de l'île est principalement de morainique.
Les plages de l'île sont rocheuses à l'ouest et sablonneuses à l'est.
Kullamägi, le point culminant de l'île, se situe à 9 mètres d'altitude.
Prangli compte plusieurs blocs erratiques, dont les plus gros sont Punane kivi et Kotkakivi.
La majeure partie de l'île est couverte d'une forêt de pins, mais il y a aussi des prairies côtières et des bosquets. Avec les îles d'Aksi et de Keri, Prangli forme l'épine dorsale du golfe de Finlande.
Le petit port de Kelnase permet de relier l'île au port de Leppneeme sur le continent.
On y trouve un phare, construit en 1923.
Éclairé d'abord au gaz, il fonctionne désormais à l'énergie solaire.

## Histoire

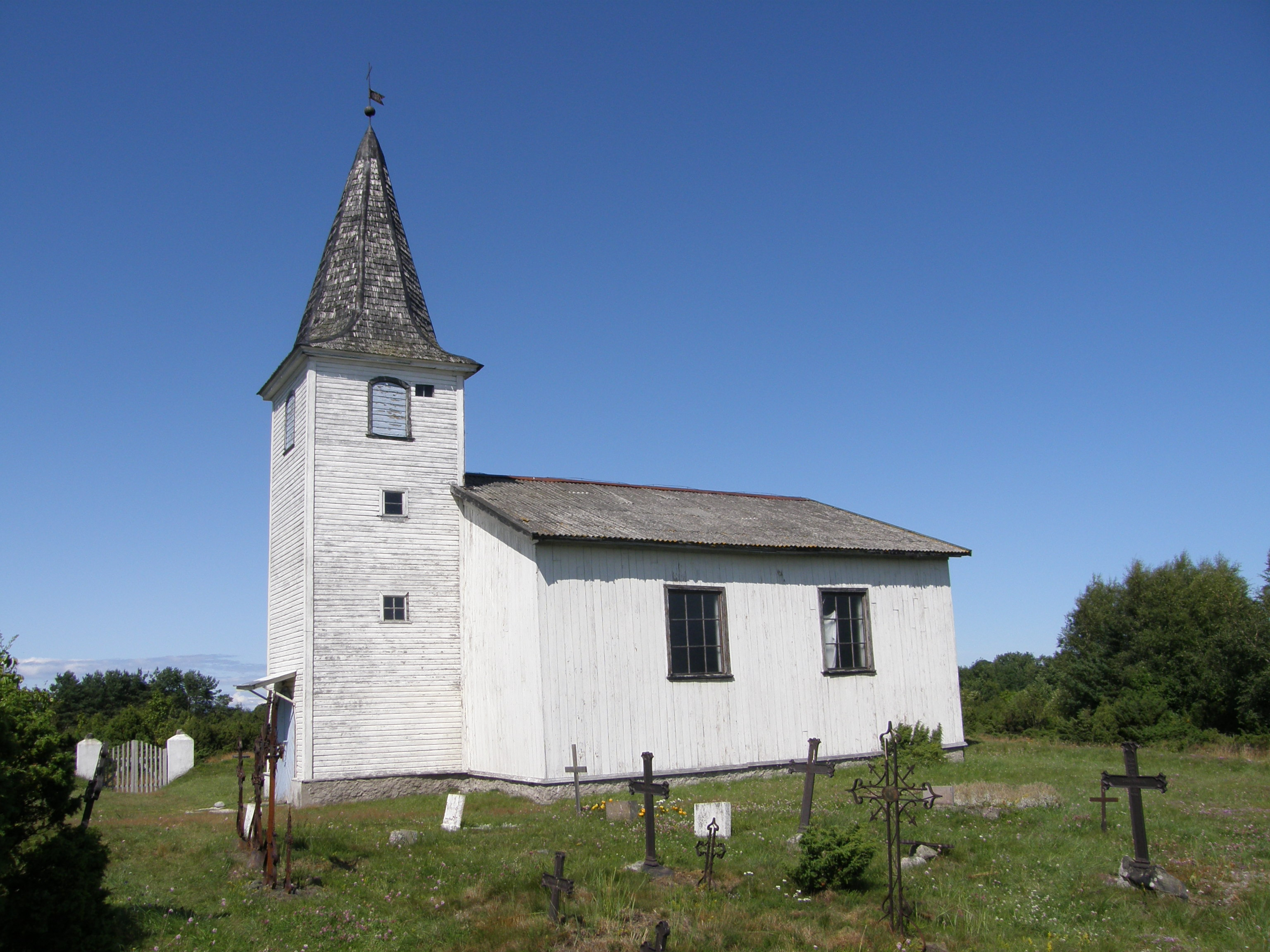
Vue de l'église Saint-Laurent

L'île a été mentionnée en 1387 sous le nom de Rango.
L'île de Prangli à émergé il y a environ 3 500 ans. L'île est mentionnée dans des sources écrites pour la première fois en 1387 sous le nom de Rango.
La référence provient du texte avec lequel le manoir de Kallavere a obtenu des droits de pêche sur l'île.
Il n'est pas clair d'après la source si l'île était habitée ou non.
L'île était probablement habitée par des suédophones aux XIIIe ou XIVe siècles.
Plus tard, des pêcheurs et des chasseurs de phoque estoniens et finlandais sont venus sur l'île.
Les Suédois et autres résidents sont devenus estoniens au XVIIe siècle.
Dans les années 1397-1549, l'île appartenait au manoir de Maardu et ensuite jusqu'en 1847 au manoir d'Haljava. De 1847 à 1899, l'île appartenait à des marchands de Tallinn.
En 1848, l'église consacrée à saint Laurent est inaugurée, construite à partir de planches importées de Sipoo en Finlande.
En 1934, l'île comptait 469 habitants. À la suite de la Seconde Guerre mondiale, l'île, avec le reste de l'Estonie, a été occupée par l'Union soviétique. En 1949, un kolkhoze nommé Noor-Kaardiväg a été établi sur l'île, qui en 1961 a été fusionné avec le kolkhoze de pêche de Kirov.
En 1994, 146 personnes vivaient sur l'île. Aujourd'hui, il y a moins de 100 résidents permanents[4], bien qu'il y en ait 135 enregistrés sur l'île.

## Galerie

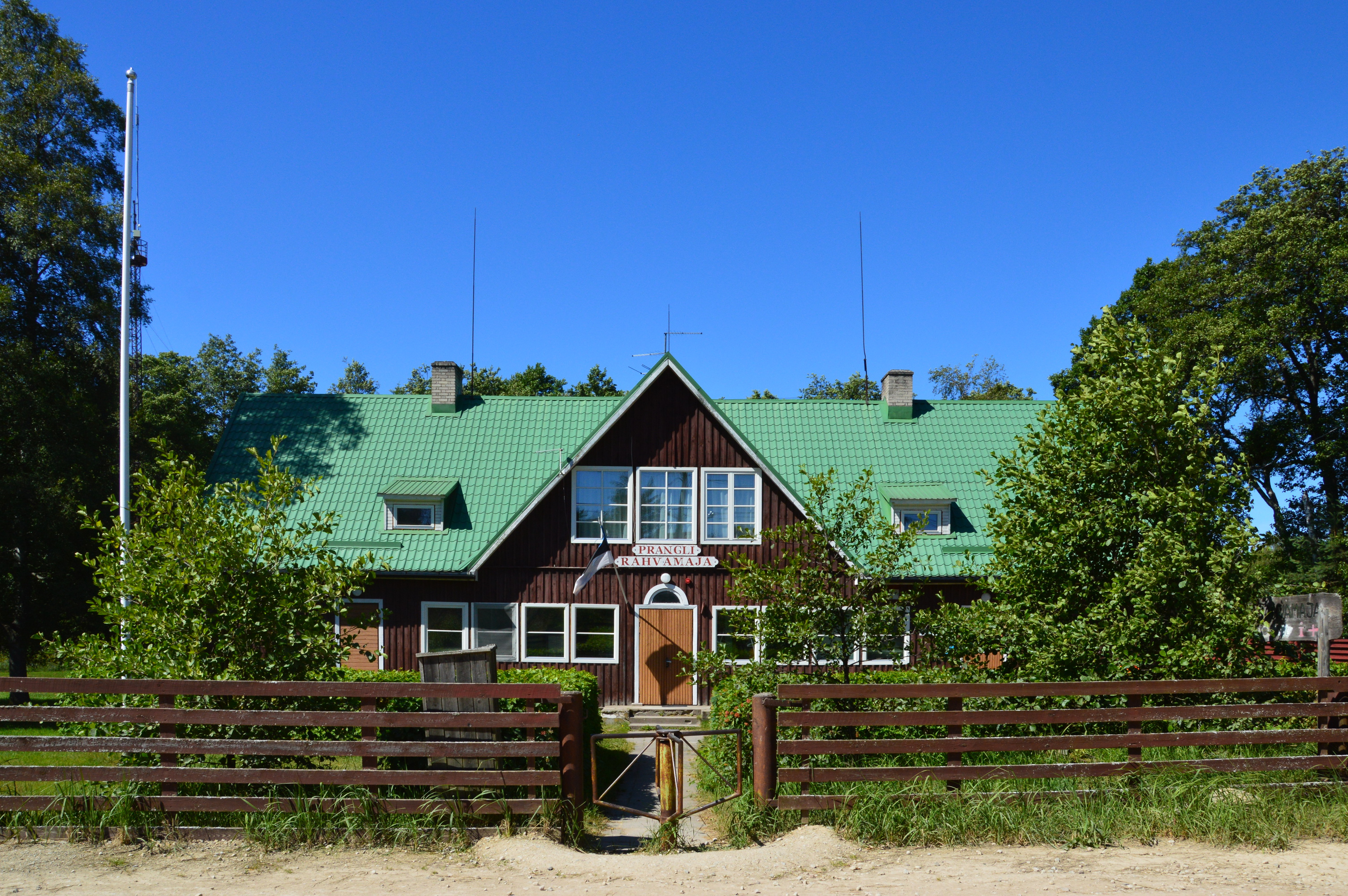
Maison de la culture.
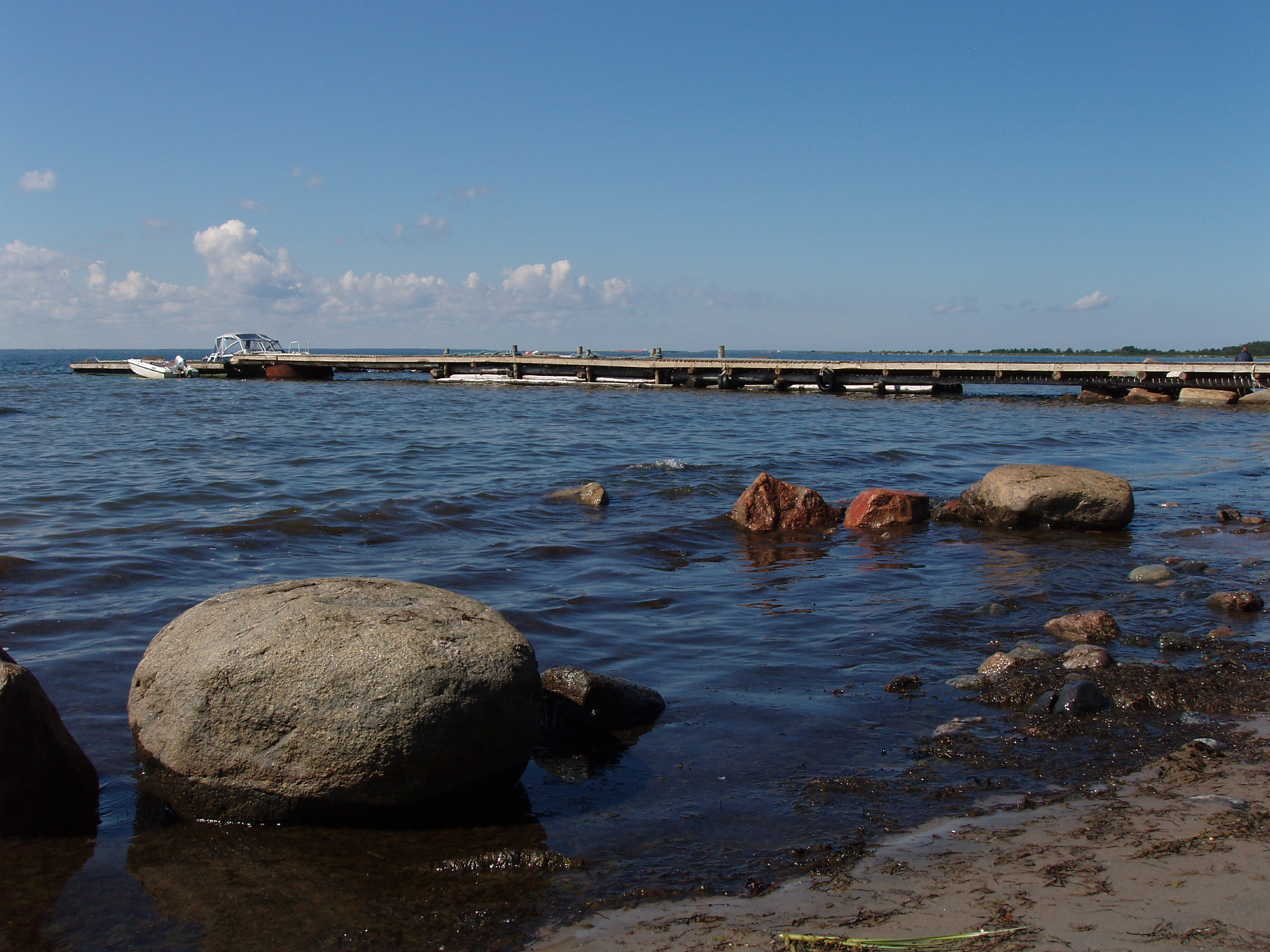
Port de Mölgi.
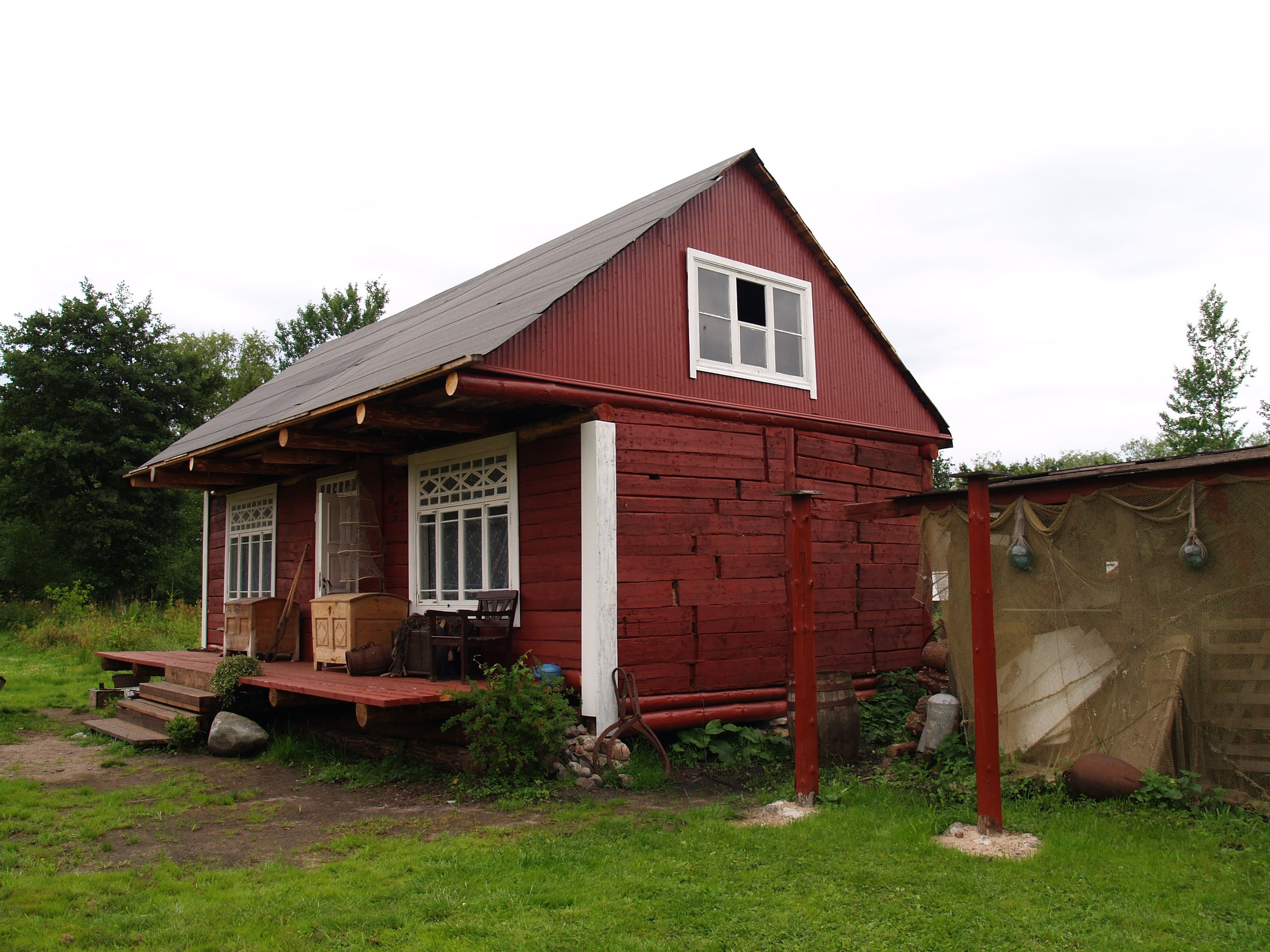
Musée.
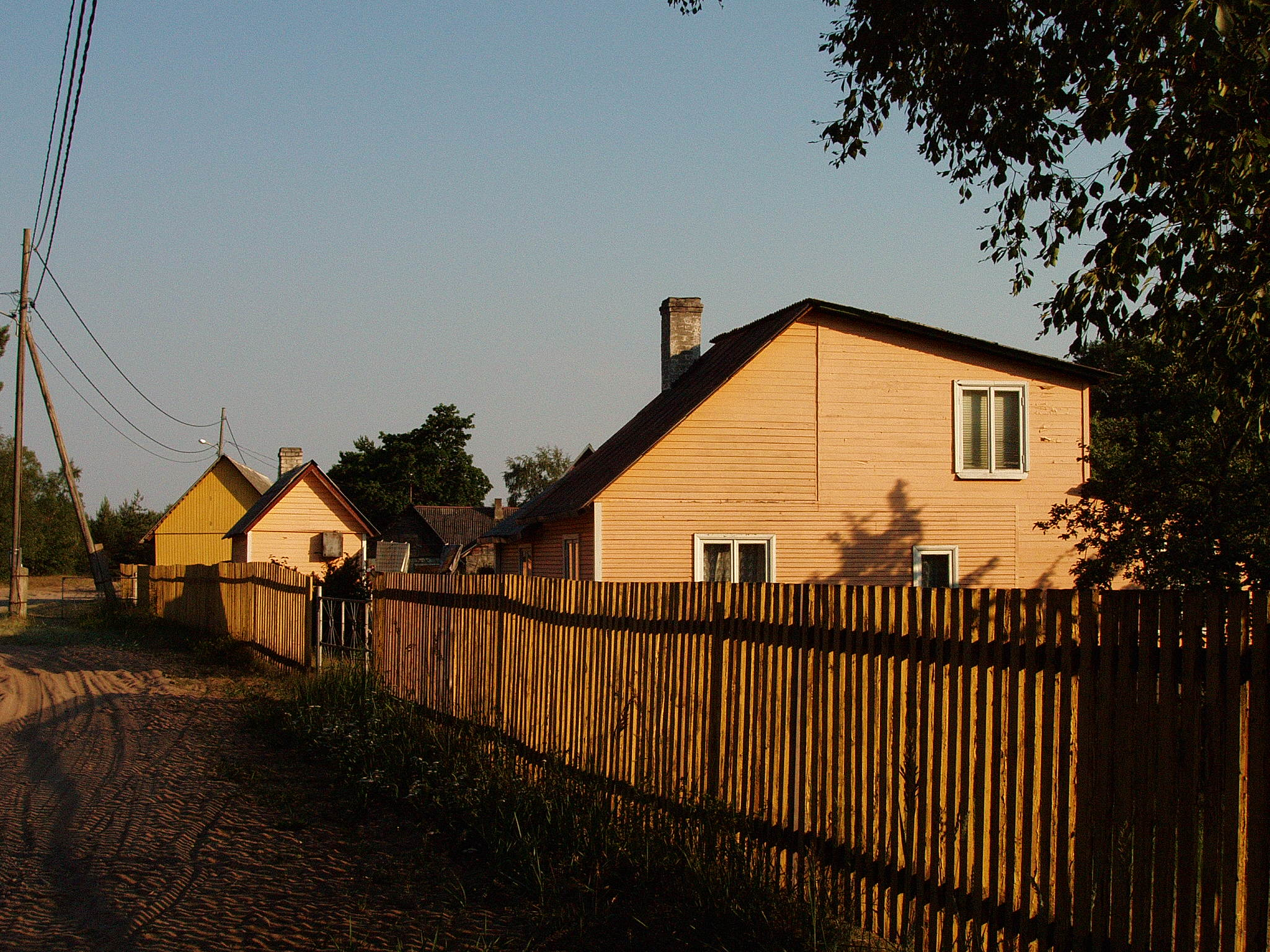
Bâtiments.
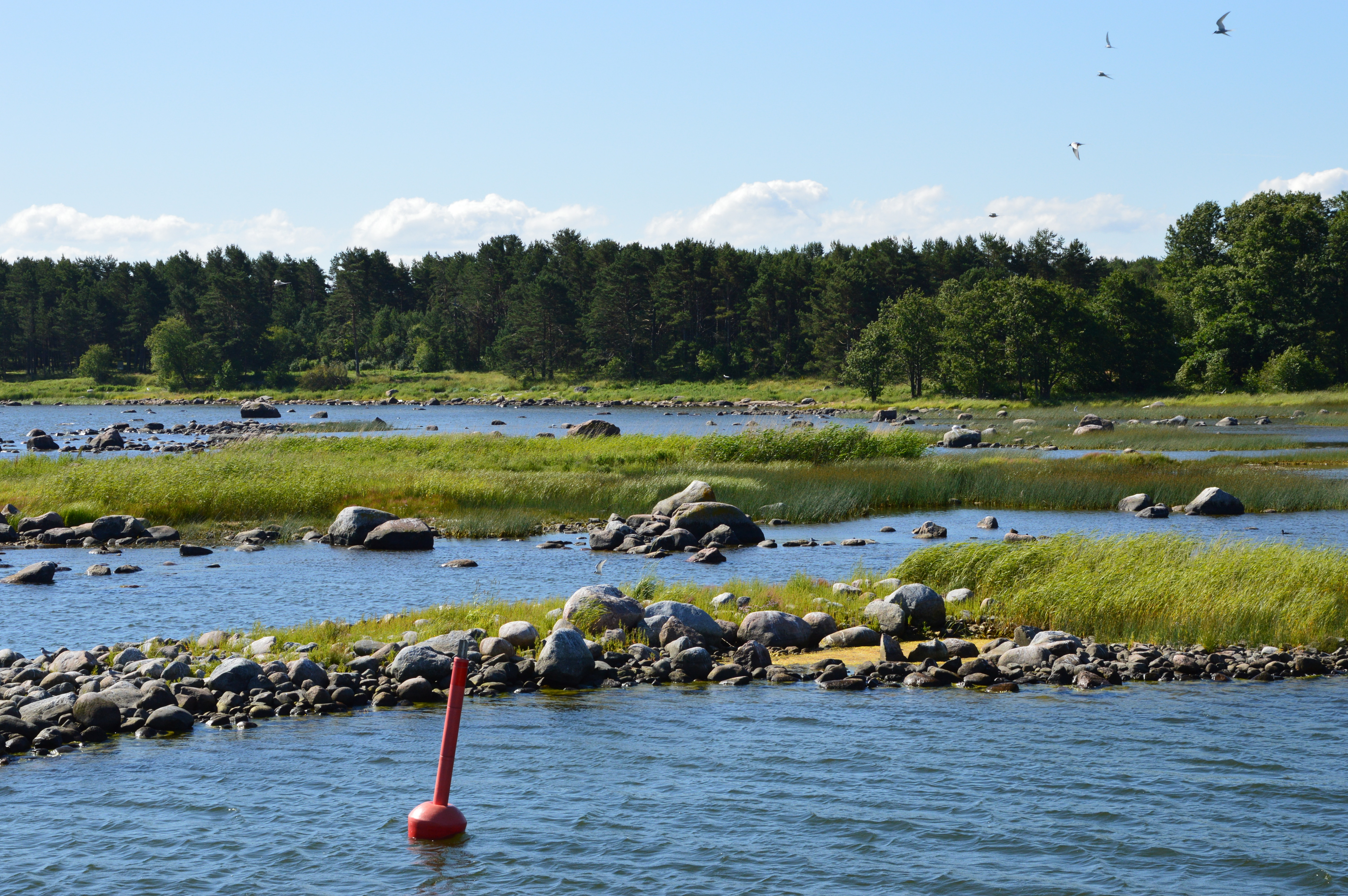
Côte.